# Jekatierina Gamowa

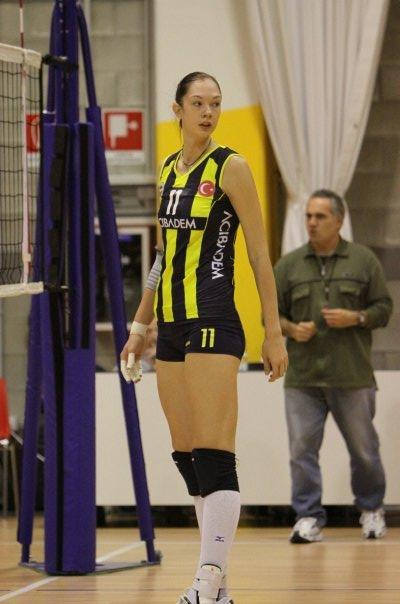
Jekatierina Gamowa zawodniczką Fenerbahçe SK

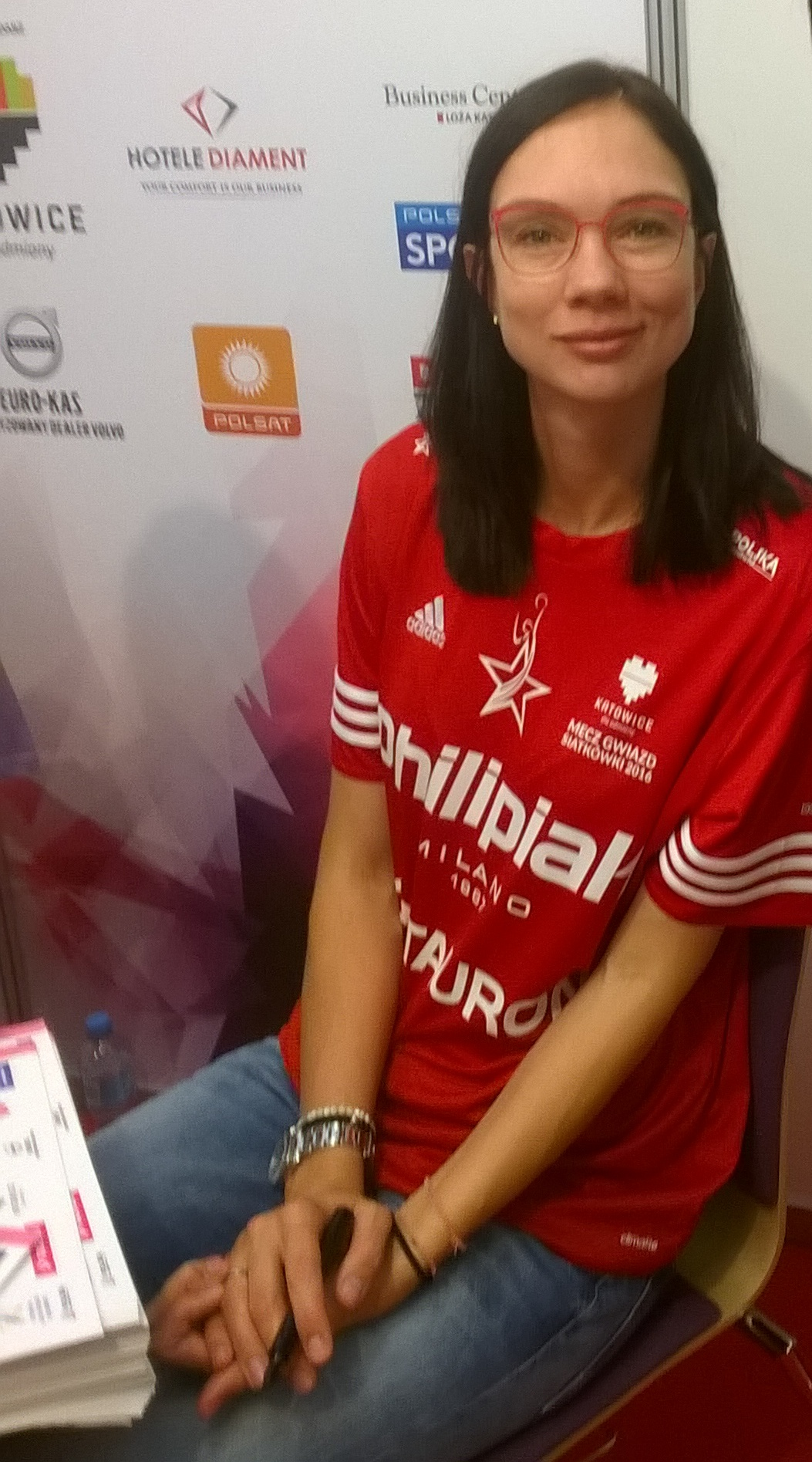
Jekatierina Gamowa na spotkaniu z kibicami przed Meczem Gwiazd - Pożegnanie Pawła Zagumnego w katowickim Spodku, 11 września 2016

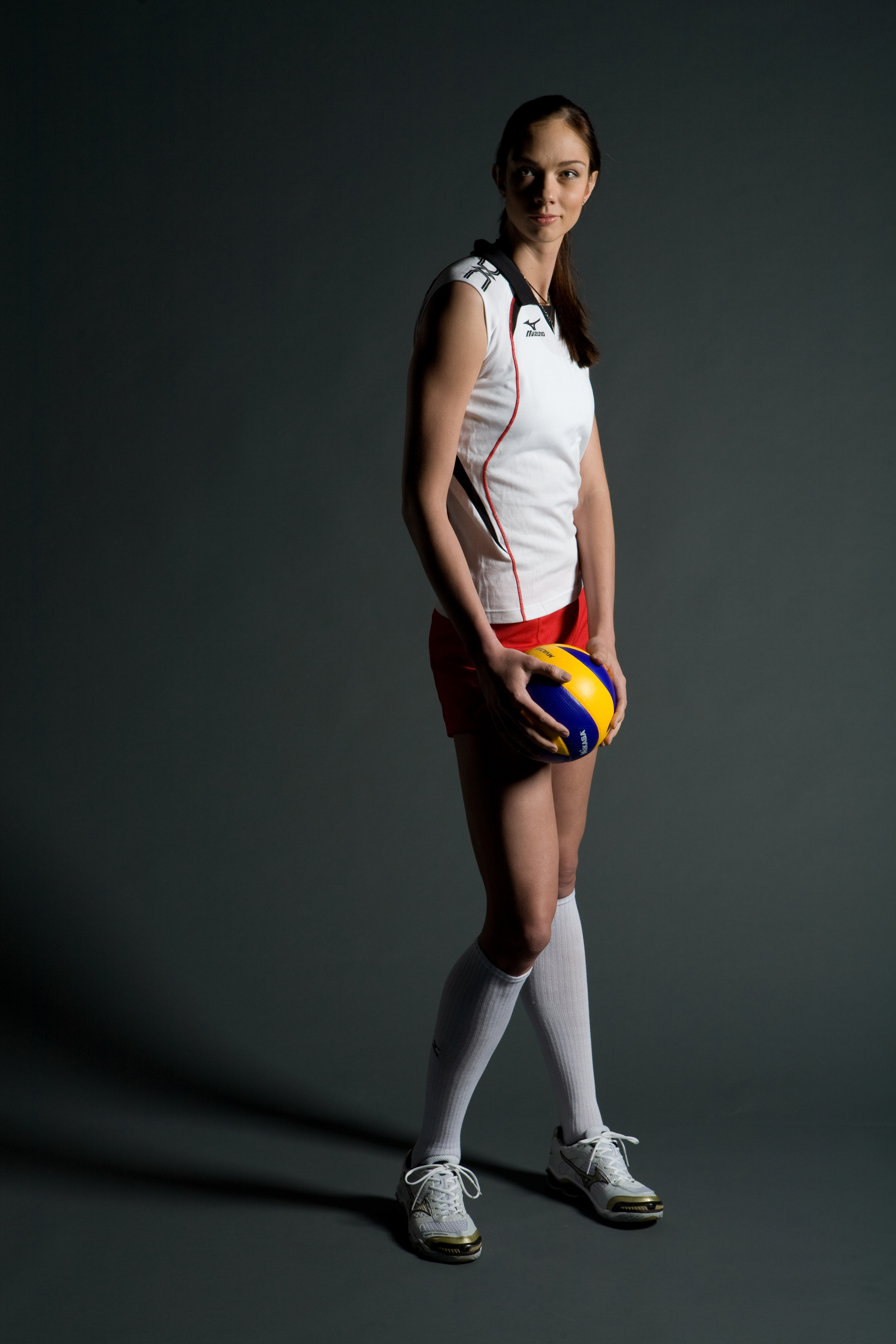
Jekatierina Gamowa

Jekatierina Aleksandrowna Gamowa-Mukasiej, ros. Екатерина Гамова-Мукасей (ur. 17 października 1980 w Czelabińsku) – rosyjska siatkarka, występująca na pozycji atakującej.

## Kariera
Pierwsze powołanie do reprezentacji Rosji otrzymała w 1999. Dwukrotna złota medalistka (1999, 2001) oraz dwukrotna brązowa medalistka mistrzostw Europy (2005, 2007. Dwukrotna mistrzyni Świata (2006, 2010). Dwukrotna wicemistrzyni olimpijska (2000, 2004). Siedmiokrotna medalistka Grand Prix. Najlepsza siatkarka roku 2004 w Europie.
Gamowa została odznaczona tytułem Zasłużonego Mistrza Sportu, a także dwukrotnie Orderem „Za zasługi dla Ojczyzny” I klasy 3 października 2009 r. oraz II klasy 19 kwietnia 2001 r.
Trzykrotna laureatka nagrody im. Ludmiły Bułdakowej (2011, 2013, 2014).
Karierę reprezentacyjną przerwała w 2012 po igrzyskach olimpijskich 2012 w Londynie. W 2014 postanowiła wrócić do kadry na Mistrzostwa Świata 2014. Po sezonie 2015/2016 postanowiła zakończyć przygodę z siatkówką.

## Życie prywatne
17 sierpnia 2012 wyszła za mąż, za Michaiła Mukasieja, rosyjskiego producenta filmowego.

## Sukcesy klubowe
Puchar Rosji:
- 1996, 1997, 2010, 2012

Mistrzostwo Rosji:
- 1998, 1999, 2000, 2001, 2002, 2006, 2007, 2009, 2011, 2012, 2013, 2014, 2015
- 2005, 2008

Liga Mistrzyń:
- 2014
- 2007, 2009, 2010
- 2012

Superpuchar Turcji:
- 2009

Puchar Turcji:
- 2010

Mistrzostwo Turcji:
- 2010

Klubowe Mistrzostwa Świata:
- 2014

## Sukcesy reprezentacyjne
Mistrzostwa Świata Juniorek:
- 1999

Puchar Świata:
- 1999

Grand Prix:
- 1999, 2002
- 2000, 2003, 2006, 2009
- 2001

Mistrzostwa Europy:
- 1999, 2001
- 2005, 2007

Igrzyska Olimpijskie:
- 2000, 2004

Mistrzostwa Świata:
- 2006, 2010

## Nagrody indywidualne
- 1999: Najlepsza punktująca Mistrzostw Świata Juniorek
- 2000: Najlepsza blokująca Grand Prix
- 2001: Najlepsza punktująca i blokująca Grand Prix
- 2003: Najlepsza punktująca  Grand Prix
- 2004: Najlepsza blokująca i punktująca Igrzysk Olimpijskich
- 2007: Najlepsza serwująca Ligi Mistrzyń
- 2007: Najlepsza punktująca Mistrzostw Europy
- 2009: Najlepsza punktująca Ligi Mistrzyń
- 2010: Najlepsza punktująca Ligi Mistrzyń
- 2010: MVP, najlepsza atakująca i punktująca sezonu 2009/2010 ligi tureckiej
- 2010: MVP Mistrzostw Świata
- 2010: MVP oraz najlepsza atakująca Pucharu Rosji
- 2013: MVP sezonu 2012/2013 rosyjskiej Superligi
- 2014: MVP i najlepsza punktująca Ligi Mistrzyń
- 2014: MVP sezonu 2013/2014 rosyjskiej Superligi
- 2014: MVP oraz najlepsza atakująca Klubowych Mistrzostw Świata

## Odznaczenia
- tytuł Zasłużonego Mistrza Sportu
- Order „Za zasługi dla Ojczyzny” I klasy (3 października 2009)
- Order „Za zasługi dla Ojczyzny” II klasy (19 kwietnia 2001)

## Wyróżnienia
- Najlepsza siatkarka roku 2004 w Europie
- Laureatka nagrody im. Ludmiły Bułdakowej w sezonie 2010/11, 2012/13 oraz 2013/14